# Makoto Masuzawa
Makoto Masuzawa (増沢洵 ?, Masuzawa Makoto; Tokyo, 5 maggio 1952 – Tokyo, 12 ottobre 1990) è stato un architetto giapponese, famoso per il progetto della   casa minima di 9 tsubo (9坪ハウス?,  9-Tsubo hausu ) del 1952.

## Biografia
Nato a Tokyo, dopo la laurea nel dipartimento di architettura dell'Università di Tokyo, nel 1947 studia e collabora con l’architetto ceco-americano Antonin Raymond presso l’American Architectural and Engineering Company a Tokyo. Nel 1956 fonda lo studio Masuzawa Architect & Associates. Fra il 1963 e il 1965 e il 1976 e il 1978 è direttore dell'Istituto giapponese degli architetti (日本建築家協会?, Nihon kenchikuka kyōkai, o anche JIA, Japan Institute of Architects). Fra il 1964 e il 1965 è ricercatore presso la facoltà di ingegneria dell'Università di Tokyo, nel 1970 diventa professore a contratto all’Università delle Hawaii.

## Progetti

### Casa Minima

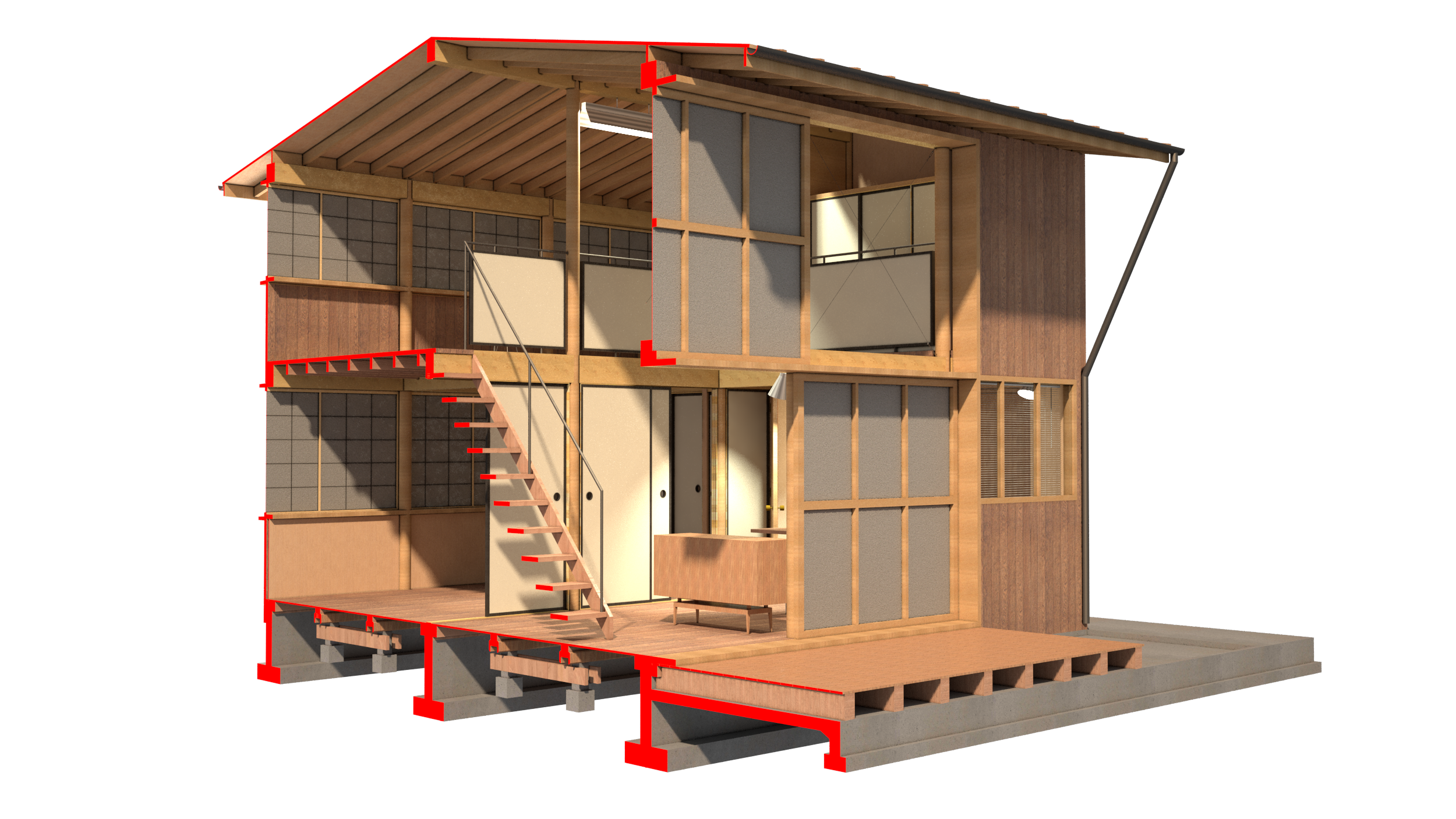
Sezione prospettica Casa Minima di Makoto Masuzawa,1952

Per carenze di materie prime nel dopoguerra, la Housing Finance Corporation (住宅金融公庫?, Jūtakukin yūkōko), creata dal governo giapponese per incentivare la costruzione di nuove residenze, assegnava prestiti solo per aree edificabili fino ad un massimo di 15 tsubo (50 m²).
Rispondendo a queste limitazioni, Masuzawa esplora la dimensione abitativa minima, progettando il prototipo per una casa in legno, per tre persone, di soli nove tsubo (坪?) (1坪 corrisponde a circa 30 m²). Il progetto, che segue i principi di standardizzazione e semplicità, è composto da un cubo con una base di 3 x 3 ken (circa 5,5 x 5,5 metri) con il tetto appena spiovente. All'interno, lo spazio si distribuisce su una pianta aperta, con soggiorno-cucina separati da scorrevoli dalla zona notte e bagno al pianterreno, sala da pranzo e studio al primo piano. Il centro la casa è attraversato da una doppia altezza che apre il volume di dimensioni ridotte. All'esterno degli schermi scorrevoli, shōji (障子?), schiudono ulteriormente lo spazio. La casa fu edificata su lotto di terreno di circa 600 metri quadrati, ma l'ingegnosa gestione dello spazio minimo è divenuta negli ultimi decenni un esempio architettonico fondamentale per i progettisti che oggi si confrontano con le rigide limitazioni spaziali della metropoli giapponese contemporanea.
Nel 1999 l’architetto Makoto Koizumi ha realizzato una replica della casa, reinterpretandola in funzione dei nuovi inquilini, una coppia con due gemelle, dai cui nomi Casa Sumire-Aoi.

### Altri
- Casa Hara 1953
- Centro Sportivo Giovanile a Suzuka (鈴鹿青少年スポーツセンター?, Suzuka seishōnen supōtsusentā)
- Centro Sportivo Giovanile in Hokkaido (北海道青少年スポーツセンター?, Hokkaidō seishōnen supōtsusentā)
- Centro Sportivo Giovanile a Nanki (南紀青少年スポーツセンター?, Nanki seishōnen supōtsusentā)
- Centro Musicale Gunma (群馬音楽センター?, Gunma ongaku sentā)
- Istituto di design Kuwasawa (桑沢デザイン研究所?, Kuwasawa dezain kenkyūjo)
- Centro Culturale Civico di Numazu (沼津市民文化センタ?, Numazu shimin bunka senta)

## Pubblicazioni
- (JA) Disegni di case in stile occidentale (洋風住宅設計図集 ?), Inoue Shoin, 1981.
- (JA) Disegni di case in stile giapponese (和風住宅設計図集 ?), Inoue Shoin, 1981.
- (JA) Indagine sulla casa 1952-1989 ( 住まいの探究 1952‐1989 ?), Kenchiku Shiryo Kenkyusha, 1992, ISBN 978-4874603307.